# ジェフリー・バートン・ラッセル
ジェフリー・バートン・ラッセル（Jeffrey Burton Russell、1934年 - 2023年4月12日）は、アメリカ合衆国の歴史学者、宗教学者。1955年カリフォルニア大学バークレー校卒、1960年エモリー大学PhD。カリフォルニア大学名誉教授。カリフォルニア大学バークレー校、カリフォルニア大学リバーサイド校、ハーバード大学、ニューメキシコ大学、ノートルダム大学で教鞭をとる。

## ベネ・ハ=エロヒムとマラク・ヤーウェ
一元論であったヘブライの神が二元論化して善なる主と悪なる悪魔に分かれたとし、ベネ・ハ=エロヒム（神の子ら）とマラク・ヤーウェ（神の使い）のうち、はじめ神性の一面であったマラクとベネ・ハ=エロヒムが悪魔になったのだという。
キリスト教作家C.S.ルイスの神学的な文学を、神話に基づいたものと呼んでいる。

## 著作物
著作は広範にわたるが、主として中世ヨーロッパ史と神学の歴史についてのものである。悪魔の概念史に関する五部作『悪魔』、『サタン』、『ルシファー』、『メフィストフェレス』、『悪魔の系譜』において著名である。
ラッセルは「天」（天国、天界）の概念史についても二冊執筆している。A History of Heaven: The Singing Silence (1997) は紀元前200年頃からダンテまでを扱い、Paradise Mislaid (2006) では現代にまで筆を進めている。
また、著書『地球平面説の発明』(英語: Inventing the Flat Earth)でジェフリー・バートン・ラッセルは、前近代文明、特に中世西欧を攻撃するための作り話として、19世紀の反キリスト教主義者たちが地球平面説を捏造し広めたと述べている。

## 日本語翻訳書
- 『悪魔 : 古代から原始キリスト教まで』 野村美紀子訳、1984.5、教文館、国立国会図書館書誌ID:000001682070
- 『サタン : 初期キリスト教の伝統』 野村美紀子訳、1987.4、教文館、全国書誌番号:87033035
- 『魔術の歴史』 野村美紀子訳、1987.8、教文館、全国書誌番号:87054485
- 『ルシファー : 中世の悪魔』 野村美紀子訳、1989.2、教文館、ISBN 4-7642-7127-3
- 『悪魔の系譜』 大瀧啓裕訳、青土社、1990.10、ISBN 4-7917-5088-8
- 『メフィストフェレス : 近代世界の悪魔』 野村美紀子訳、1991.4、教文館、ISBN 4-7642-7134-6
- 『天国の歴史 : 歌う沈黙』 野村美紀子訳、1998.12、教文館、ISBN 4-7642-7181-8
- 『新装版 悪魔の系譜』 大瀧啓裕訳、青土社、2002.7、ISBN 4-7917-5970-2